# 日本香料協会
日本香料協会（にほんこうりょうきょうかい、Japan Perfumery & Flavoring Association）は、1947年に設立された文化団体。
講習会、講演会、見学会、映画会などを催し、香料の知識と香りの文化の普及に努めている。
また香料業界と各種学会との連絡機関として、日本の香料産業の発展に寄与している。
住所は、東京都千代田区神田紺屋町37番地斉木第三ビル3F。

## 目的
香料に関する学術文化の普及・発展に寄与すること。

## 機関誌
- 季刊「香料（香りの本）」
  - 香りに関する総説、学術論文、随筆、トピックス、文献抄録、生産および輸出入統計などが掲載されている。

## 刊行書籍
- 「香りの百科」（朝倉書店、1989年）ISBN 978-425-425-229-3
- 「香りの総合事典」（朝倉書店、1998年）ISBN 978-425-425-240-8
- 「食べ物 香り百科事典」（朝倉書店、2006年）ISBN 978-425-425-250-7